# César Vigevani
César Eduardo Vigevani Martínez (n. 30 de agosto de 1974, Buenos Aires, Argentina) es un entrenador argentino de fútbol. Actualmente dirige al Club Atlético Nacional Potosí de la primera división de Bolivia

## Trayectoria
Fue formado como entrenador en River Plate de Argentina, dirigiendo las divisiones inferiores del club.
En 2007, diagrama el mega proyecto que puso en marcha en Ecuador como filial del Club Atlético River Plate de Argentina, es así que junto a Alberto Montaño, viajaron a Ecuador y le presentaron la propuesta al Dr. Mario Canessa Onetto, el mismo que contaba con las garantías y la voluntad necesaria para avanzar con este gran proyecto.En el año 2008, debuta el equipo en la liga profesional y a la vez comienza su trayectoria como DT en la Segunda Categoría del fútbol ecuatoriano, obteniendo el primer título del club, "Campeón Provincial AsoGuayas - Segunda Categoría - 2008" (consiguió el mismo título el año 2009).
En el año 2009, y tras una gran campaña, el equipo ascendió a la Serie B, obteniendo el subcampeonato con el plantel más joven del futbol ecuatoriano y haciendo historia. En menos de 5 años de creación del proyecto el equipo ya estaba compitiendo en Primera división, con jugadores juveniles que hacían sus primeras experiencias en Argentina, con más de diez escuelas de formación en todo Ecuador, marcando un éxito rotundo del proyecto.    
En el año 2011, asume la dirección técnica de LDU de Portoviejo. En el año 2013, asume como Director Técnico en Mushuc Runa Sporting Club, haciendo una campaña brillante, ascendiendo a primera división cuatro fechas antes de la finalización del torneo, lo que se transformó en una campaña histórica, ya que era la primera vez que un club indígena jugaría en el futbol Profesional.  En abril del año 2014 rescindió su contrato con el club del ponchito para emigrar a Chile. 
El año 2015 traería nuevos desafíos para el técnico, por primera vez en Chile, en Unión San Felipe equipo de la Primera B. Su debut en Chile fue todo un éxito ya que tuvo una racha de 11 partidos sin conocer la derrota, 9 ganados y 2 empatados, logrando una gran campaña, que lo llevó a lograr el Subcampeonato con solo una derrota, lo que produjo que varios equipos se fijen en su trabajo. Comenzando la pretemporada en el equipó del Aconcagua, renunció a su cargo.
A unos días después de su renuncia a la banca del equipo del Aconcagua, llega a un acuerdo con Cobreloa que acababa de descender a la Primera B de Chile por primera vez en su historia. Su misión era hacer retornar al club a la Primera División del fútbol chileno. Durante el primer semestre tuvo al equipo en los puestos de avanzada peleando el primer lugar, paralelamente haciendo una gran Copa Chile, pasando la fase de grupos con equipos importantes, dejando afuera en cuartos de final a la Universidad Católica, cerrando un semestre muy alentador. En el segundo semestre hubo elecciones en el club lo que trajo muchos inconvenientes, bajas de jugadores importantes que habían sido el sustento del equipo. Tras una mala racha, una discreta campaña y líos en la interna del club, con inclusive acusaciones de arreglos de partido, se va del club por mutuo acuerdo.
A principios de 2017 asume la dirección técnica de Unión San Felipe, la cual deja el 10 de mayo de ese año tras el término del Torneo 2016-17 de la primera B. En junio de 2017 toma las riendas de Huachipato, logrando permanecer al equipo en primera división, realizando una gran Copa Chile en la cual es semifinalista donde queda eliminado por penales. A fines de la temporada 2017, y luego de cerrar la campaña con 4 derrotas consecutivas por el torneo oficial, su contrato no fue renovado.
En 2018 emigra a Bolivia al club Sport Boys Warnes que se encontraba en los últimos lugares, su debut fue muy esperanzador, ganando al The Strongest por primera vez es su historia, empatando con Bolívar en La Paz, el equipo tuvo una levantada importante pero sobre todo el torneo Clausura, con los refuerzos que se incorporaron, se consolidó un muy buen equipo que realizó un gran desempeño terminando el campeonato entre los 5 primeros.  
A raíz de esa campaña en el año 2019, asume la dirección técnica del Bolívar, donde mostró tino en refuerzos, planteamientos y sobre todo una línea de juego que se destacó obteniendo resultados en corto tiempo y realizando una Campaña histórica en el Club, mayor cantidad de puntos en su historia (116 pts), mayor cantidad de goles en su historia (131 goles) se consagra campeón con dos fechas de anticipación de visitante (14 años que no ocurría), ganando de visitante en Copa Libertadores después de 20 años, logrando superar todas las marcas adversas que tenía el club, consolidando muchos juveniles en el primer equipo, logrando una marca récord de puntos y goles en la historia del club.
En 2020 emigra a Perú a Binacional Campeón en ese año, club que jugaba Copa Libertadores, pero su paso fue muy corto apenas 3 meses donde dirigió tres partidos dos ganados y uno perdido, y presenta la renuncia una semana antes que se paralice el torneo previo a la Pandemia ocasionada por el Coronavirus.

## Estadísticas como entrenador
| Club                 | País      | Año       | PJ  | PG  | PE | PP  | Rendimiento |
| -------------------- | --------- | --------- | --- | --- | -- | --- | ----------- |
| River Ecuador        | Ecuador   | 2007-2010 | 69  | 47  | 12 | 10  | 73.92%      |
| LDU de Portoviejo    | Ecuador   | 2011      | 25  | 7   | 8  | 10  | 38.67%      |
| Mushuc Runa          | Ecuador   | 2013-2014 | 55  | 32  | 12 | 11  | 65.45%      |
| LDU de Portoviejo    | Ecuador   | 2014      | 12  | 6   | 2  | 4   | 55.56%      |
| Unión San Felipe     | Chile     | 2015      | 16  | 9   | 5  | 2   | 66.67%      |
| Cobreloa             | Chile     | 2015-2016 | 39  | 15  | 8  | 16  | 45.3%       |
| Unión San Felipe     | Chile     | 2017      | 14  | 6   | 2  | 6   | 47.62%      |
| Huachipato           | Chile     | 2017      | 30  | 13  | 8  | 9   | 52.22%      |
| Sport Boys Warnes    | Bolivia   | 2018      | 39  | 17  | 13 | 9   | 54.7%       |
| Bolívar              | Bolivia   | 2019      | 54  | 35  | 11 | 8   | 71.6%       |
| Deportivo Binacional | Perú      | 2020      | 3   | 2   | 0  | 1   | 66.67%      |
| Cienciano            | Perú      | 2022      | 16  | 5   | 4  | 7   | 39.58%      |
| Atlético Alvarado    | Argentina | 2023      | 21  | 5   | 7  | 9   | 34.92%      |
| Motagua              | Honduras  | 2023      | 16  | 7   | 3  | 6   | 50%         |
| Total                | Total     | Total     | 408 | 206 | 95 | 108 | 58.25%      |

## Palmarés

### Campeonatos nacionales
| Título           | Club    | País    | Edición       |
| ---------------- | ------- | ------- | ------------- |
| Primera División | Bolívar | Bolivia | Apertura 2019 |

### Campeonatos provinciales
| Título            | Club          | Provincia | Año  |
| ----------------- | ------------- | --------- | ---- |
| Segunda Categoría | River Ecuador | Guayas    | 2008 |
| Segunda Categoría | River Ecuador | Guayas    | 2009 |